# Slovenska Akropola
Slovenska Akropola ("Słoweński Akropol") album Laibach'a wydany w 1987. W  1995 roku wydano reedycję na CD.

## Lista utworów
1. "Nova akropola" – 5:24
2. "Krava Gruda - Plodna Zemlja" – 4:28
3. "Vade retro Satanas" – 4:31
4. "Raus! (Herzfelde)" – 4:48
5. "Die Liebe" – 3:51
6. "Vojna poema" – 3:10
7. "Apologija Laibach" – 6:34
8. "Krst pod Triglavom" – 4:39
9. "Die grösste Kraft" – 4:20
10. "Noordung" – 3:12
11. "Kapital" – 7:42